# Гатилов, Юрий Валентинович
Юрий Валентинович Гатилов (11 ноября 1972, Донецк, Украинская ССР) — украинский и российский футболист, нападающий защитник, полузащитник.
Воспитанник донецкого «Шахтёра», в 1989 году провёл 8 матчей за дубль. Играл в любительских донецких клубах «Горняк» (1990—1992) и «Уголёк» (1992/93). В сентябре — октябре 1993 провёл четыре матча в первой советской лиге за «Ладу» Тольятти. 1994 год вновь начал в любительских клубах Донецка — «Уголёк» и «Атон», в сентябре — ноябре сыграл пять матчей в чемпионате Украины в составе «Волыни» Луцк. 1995 год провёл в команде второй лиги России «Лада» Димитровград. В 1996 году получил приглашение от тольяттинской «Лады», вышедшей в высшую лигу, но за команду не играл и вернулся в димитровградскую команду, с которой вышел в первую лигу, где играл вначале в «Ладе-Град» / «Ладе-Симбирск» (1997—1999), затем в «Ладе» Тольятти (2000—2001) и «Металлурге» Красноярск (2002). 2003 год начал в любительском украинском «Шахтёре» Торез, закончил в чемпионате Белоруссии, где за «Нафтан» Новополоцк сыграл два матча, забил один гол. Затем играл за команды второго российского дивизиона «Кавказтрансгаз» Изобильный (2004), «Динамо» Вологда (2004), «Мордовия» Саранск (2005), СКА Ростов-на-Дону (2006), «Сибиряк» Братск (2007), «Зодиак» Старый Оскол (2008). Играл в любительских клубах Украины «Титан» Донецк (2006), «Донецксталь» Донецк (2009), «Торез» (2010). С 2011 года — тренер в СДЮШОР «Шахтёр» Донецк.